# Memories Last
《Memories Last》（メモリーズ・ラスト）是黑崎真音的第二張單曲，於2011年3月2日由Geneon Universal Entertainment Japan, LLC.發售。

## 概要
- 歌手黑崎真音的主要歌曲。
- 是電視動畫《魔法禁書目錄II》的後期片尾曲，而《Best friends》是OVA《學園默示錄》當中的片尾曲。
- 分成初回限定盤與通常盤兩款，前者附錄的PVDVD。

## 收錄歌曲
1. [4:06]
作詞：黒崎真音，作曲、編曲：中沢伴行
2. Best friends [4:55]
作詞：黒崎真音，作曲、編曲：齋藤真也
3. （Instrumental）
4. Best friends（Instrumental）

## DVD
- 初回限定盤附錄。

1. （PV）

## 結合
| 曲名         | 結合                                 |
| ------------ | ------------------------------------ |
|              | 電視動畫《魔法禁書目錄II》後期片尾曲 |
| Best friends | OVA《學園默示錄》片尾曲              |